# Cephalaria microdonta
Cephalaria microdonta är en tvåhjärtbladig växtart som beskrevs av Jevgenij Grigorjevitj Bobrov. Cephalaria microdonta ingår i släktet jätteväddar, och familjen Dipsacaceae. Inga underarter finns listade i Catalogue of Life.